# Bedscha (Sprache)
Bedscha (auch Beja, Bedauye, Bedawi, Badawiyya aus arabisch بجا, بجة baddschā, baddscha, DMG baǧǧā, baǧǧa; Selbstbezeichnung Tuː-beɖaːwye oder ähnlich) ist eine Sprache, die von etwa 1,2 Millionen Menschen vom Volk der Bedscha in Sudan, Ägypten und Eritrea gesprochen wird. Es gehört zur afroasiatischen Sprachfamilie und innerhalb dieser wohl zum Zweig der kuschitischen Sprachen, einige Wissenschaftler sehen es stattdessen als eigenen Zweig des Afroasiatischen an. Das Bedscha verfügt über eine stark fusionale und flektierende Morphologie; die Satzstellung ist Subjekt-Objekt-Verb (SOV), zudem gibt es Postpositionen.

## Sprachgeschichtliche Stellung

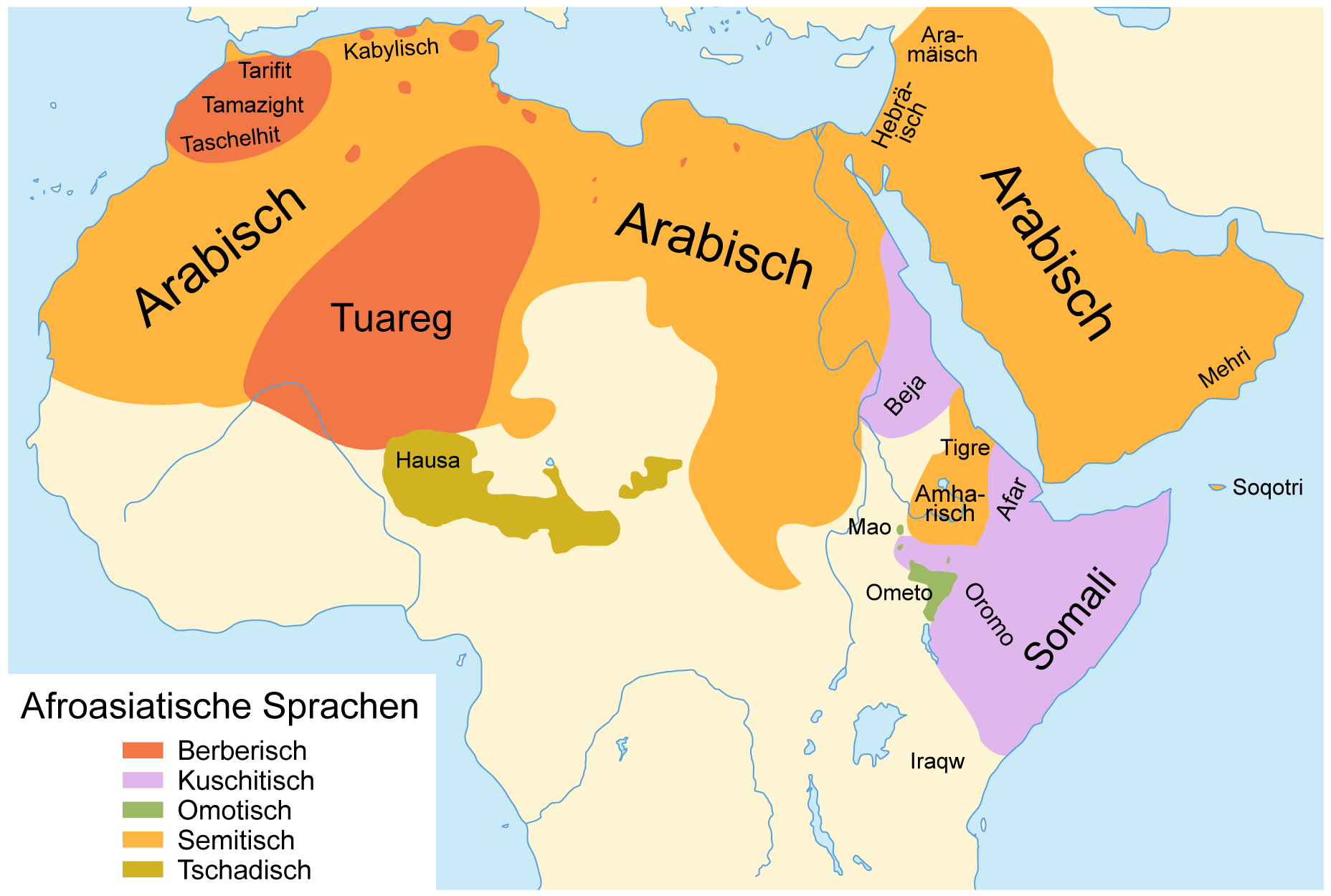
Karte der afroasiatischen Sprachen

Das Bedscha gehört nach einhelliger Forschungsmeinung zur Familie der afroasiatischen Sprachen, die in weiten Teilen Nord- und Ostafrikas sowie des Nahen Ostens gesprochen werden. Wesentliche Gemeinsamkeiten, die das Bedscha mit anderen afroasiatischen Sprachen verbinden, sind eine große Zahl verwandte Wörter und deutliche Übereinstimmungen vor allem in Pronominal- und Verbalmorphologie. Die Mehrheit der Wissenschaftler geht überdies davon aus, dass das Bedscha innerhalb des Afroasiatischen zum Zweig der kuschitischen Sprachen gehört, die in Ostafrika verbreitet sind. Als wichtigste gemeinsame Innovation, die das Bedscha mit anderen kuschitischen Sprachen verbindet, gilt ein Satz von Konjugationssuffixen, die aus ererbten afroasiatischen Morphemen aufgebaut sind, in ihrem Bau aber offenbar eine Innovation des Kuschitischen darstellen. Einige Wissenschaftler vertreten dagegen eine von Robert Hetzron begründete Klassifikation, nach der diese Konjugationsmethode nur ein areal feature sei, das damit nur auf die Nachbarschaft des Bedscha und des Kuschitischen zurückzuführen sei, nicht aber auf genetische Verwandtschaft. Folglich vertreten sie die Theorie, das Bedscha sei nicht Teil des Kuschitischen, sondern ein selbstständiger Hauptzweig des Afroasiatischen, der aus einer einzigen Sprache bestehe.
Einige Wissenschaftler haben aufgrund überlieferter Namen und antiker Inschriften die Hypothese vertreten, die Sprache der Blemmyer, die in der Antike östlich des Nils lebten, sei eine frühere Form des Bedscha oder zumindest mit diesem eng verwandt. Eine Beziehung zum bislang weitgehend unverständlichen Meroitischen, das vom 3. Jahrhundert v. Chr. bis ins 3. Jahrhundert n. Chr. in Nubien belegt ist, wird aber mehrheitlich abgelehnt. Der ISO 639-2- und der ISO 639-2-Code für Bedscha ist bej, der SIL-Code ist BEI.

## Verbreitung, Dialekte und soziolinguistische Situation
Das Bedscha wird von etwa 1,2 Millionen Menschen vom Volk der Bedscha gesprochen, darunter 951.000, vor allem dem Stamm der Ababde, in der Arabischen Wüste in Sudan (Stand 1982), 150.000 in Eritrea (Stand 2001) und von 77.000 in Ägypten (Stand 1982). Es bildet ein Dialektkontinuum, dessen Dialekte sich im Forminventar des Verbs, in verschiedenen einzelnen Formen, in bestimmten phonologischen Eigenschaften und im Anteil von Lehnwörtern aus anderen Sprachen unterscheiden, untereinander aber verständlich sind. Im Einzelnen lassen sich folgende Dialekte unterscheiden:
- Bischarin
- Hadendoa
- Beni Amir
- Halenga

Die Mehrzahl der Sprecher des Bedscha ist heute zwei- oder gar dreisprachig und spricht neben Bedscha auch Arabisch und/oder das äthiosemitische Tigre, wodurch aus diesen Sprachen in größerer Anzahl Lehnwörter in bestimmte Dialekte eingedrungen sind, etwa kítaab „Buch“ aus كتاب kitāb, DMG kitāb. Teilweise schwindet auch der Gebrauch des Bedscha, in extremen Fällen wird es vom Arabischen fast vollständig verdrängt, vor allem jüngere Menschen haben dort nur noch rudimentäre Kenntnisse des Bedscha. In Eritrea spricht ein Großteil der Beni Amir heute Tigre mit Bedscha-Substrat als Muttersprache.
In Eritrea gilt Bedscha offiziell als eine von neun gleichberechtigten Nationalsprachen.

## Forschungsgeschichte
Das Volk der Bedscha wird bereits in mittelalterlichen arabischen Quellen erwähnt, Ende des 18. Jahrhunderts wurden sie auch in Europa bekannt. Seit dem Beginn des 19. Jahrhunderts stellten europäische Reisende erste Wortlisten und grammatische Notizen zusammen. Die ersten detaillierten Beschreibungen des Bedscha legten 1881 der Schwede Herman Almkvist und 1893 der Österreicher Leo Reinisch vor. Ihre Werke besitzen bereits ein hohes Niveau und dienen bis heute als Referenzwerke zum Bedscha. Spätere Forscher beschrieben weitere Dialekte und konnten eine Reihe von Details klären, sodass zum Bedscha heute fünf umfangreichere grammatikalische Beschreibungen und mehrere Lexika vorliegen.

## Struktur

### Phonologie
Das Bedscha besitzt 20 konsonantische Phoneme; aus dem Arabischen sind zusätzlich /x/, /z/ und /ɣ/ entlehnt. Im Gegensatz zu anderen afroasiatischen oder kuschitischen Sprachen besitzt das Bedscha dabei keine glottalisierten, ejektiven, implosiven oder pharyngalen Laute. Auffällig sind aber zwei Retroflexe und zwei Labiovelare. Die folgende Tabelle stellt das Konsonanteninventar des von Hudson 1976 beschriebenen Dialekts dar, andere Dialekte können geringfügig abweichen:
|                                          | bilabial | bilabial | labiodental | labiodental | alveolar | alveolar | postalveolar | postalveolar | retroflex | retroflex | palatal | palatal | velar | velar | labiovelar | labiovelar | glottal | glottal |
| ---------------------------------------- | -------- | -------- | ----------- | ----------- | -------- | -------- | ------------ | ------------ | --------- | --------- | ------- | ------- | ----- | ----- | ---------- | ---------- | ------- | ------- |
| stl.                                     | sth.     | stl.     | sth.        | stl.        | sth.     | stl.     | sth.         | stl.         | sth.      | stl.      | sth.    | stl.    | sth.  | stl.  | sth.       | stl.       | sth.    |         |
| Plosive                                  |          | b        | t           | d           |          |          |              |              | ʈ         | ɖ         |         | ɟ       | k     | g     | kʷ         | gʷ         | ʔ       |         |
| Nasale                                   |          | m        |             |             |          | n        |              |              |           |           |         |         |       |       |            |            |         |         |
| Vibranten                                |          |          |             |             | r        |          |              |              |           |           |         |         |       |       |            |            |         |         |
| Frikative                                |          |          | f           |             | s        |          | ʃ            |              |           |           |         |         |       |       |            |            | h       |         |
| Approximanten und laterale Approximanten |          | w        |             |             |          | l        |              |              |           |           |         | j       |       |       |            |            |         |         |

Die Vokalphoneme sind /a/, /e/, /i/, /o/, /u/; die Quantität ist dabei bedeutungsunterscheidend. Der Akzent ist tonal; seine Position unterliegt bestimmten Beschränkungen. Er wird im Folgenden mit einem Akut (´) markiert. Die in diesem Artikel verwendete Umschrift beruht auf den vorwiegend phonetisch basierten Transkriptionen der verwendeten Literatur. Die Transkriptionszeichen entsprechen hinsichtlich der Segmente den IPA-Zeichen.

### Nominalphrasen

#### Kategorien des Substantivs
Das Bedscha besitzt die beiden Genera Maskulinum und Femininum, die Numeri Singular und Plural sowie die Kasus Nominativ, Genitiv und Akkusativ. Die Definitheit wird durch den proklitischen Artikel ausgedrückt, der im Allgemeinen folgende Formen besitzt:
|                    | Maskulinum | Maskulinum | Femininum | Femininum |
| ------------------ | ---------- | ---------- | --------- | --------- |
| Singular           | Plural     | Singular   | Plural    |           |
| Nominativ, Genitiv | uː         | aː         | t-uː      | t-aː      |
| Akkusativ, Genitiv | o(ː)       | eː         | t-o(ː)    | t-eː      |

In bestimmten, dialektabhängigen Fällen findet eine Neutralisierung der Kasusdistinktion des Artikels statt. Zur Kasusmarkierung vor allem von indefiniten Substantiven werden außerdem verschiedene Suffixe verwendet, die aber teilweise nur unter bestimmten, dialektabhängigen Bedingungen auftreten:
|                     | Maskulinum | Maskulinum | Femininum | Femininum |
| ------------------- | ---------- | ---------- | --------- | --------- |
| Singular            | Plural     | Singular   | Plural    |           |
| Nominativ/Akkusativ | -b / -∅    | -b / -∅    | -t / -∅   | -t / -∅   |
| Genitiv             | -i(ː)      | -eː        | -t-i(ː)   | -t-eː     |

Der Nominativ dient dabei als Subjektskasus, der Akkusativ wird für das direkte Objekt, das Prädikatsnomen der Kopula (siehe unten), als Zitierform und für vorangestellte Topiks benutzt. Im Genitiv schließlich stehen attributiv verwendete Nominalphrasen und Objekte von Postpositionen: wi-Ɂóːr-iː-t „wie der Junge“.
Die Numerusunterscheidung wird in vielen Fällen auch am Substantiv selbst markiert. Hier finden sich hauptsächlich folgende Bildungsmittel, die den Plural vom Singular unterscheiden:
- Suffix -a: árgin „Lamm“, árgin-a „Lämmer“
- Kürzung des letzten Vokals: maláːl „Wüstental“, malál „Wüstentäler“
- Akzentverlagerung um eine Silbe nach vorne: minʃáːr „Säge“, mínʃar „Sägen“
- sonstige Veränderungen am Stamm: bók „Ziegenbock“, bák „Ziegenböcke“

#### Nominalphrasen mit Attributen
Im Bedscha lassen sich drei Arten von Attributen unterscheiden. Adjektivattribute gehen in indefiniten Nominalphrasen meist dem Kopf voraus, in definiten folgen sie ihm dagegen. Adjektiv und Kopf werden dabei mit Artikeln versehen. Bei den Kasusendungen findet sich eingeschränkte Kongruenz, deren Ausmaß von Dialekt zu Dialekt verschieden ist:
- díbilu ták „ein kleiner Mann“ (Nominativ)
- hamíʃ-t ʃʔá „eine braune Kuh“ (Nominativ/Akkusativ)
- oː-ták u-díbilu „den kleinen Mann“ (Akkusativ)

In Nominalphrasen, die einen nominalen Possessor als Attribut haben, steht der Possessor im Genitiv vor dem Possessum, das keinen Artikel enthält. Stattdessen wird die vorangehende Genitivendung durch das vom Genus des Possessums abhängige Morphem ∅- (m.) / t- (f.) erweitert:
- mʔá-t-i-∅ hátay „Pferde von Frauen“
- u-tak-íː-t yáːs „die Hündin des Mannes“

Dialektabhängig ist auch eine Stellung des Possessums vor dem Possessor möglich, das Affix ∅- (m.) / t- (f.), das mit dem Possessum kongruiert, steht dann sowohl vor als auch nach dem Possessor:
- túː-nde-t-í-wi-Ɂóːr-iː-t „die Mutter (nde) des Jungen (Ɂoːr)“[16]

Ist der Possessor ein Personalpronomen, werden die possessiven Pronominalsuffixe (siehe unten) verwendet. Zwischen ihnen und dem Kopf stehen Morpheme, die mit Kasus, Numerus und Genus des Kopfes kongruieren und formal in den meisten Personen mit dem Artikel identisch sind:
- úː-san-úː-n „unser Bruder“ (Nominativ)
- tóː-kʷaː-tóː-k „deine Schwester“ (Akkusativ)

Attributive Relativphrasen können dem Kopf sowohl folgen als auch vorangehen; die beiden Konstruktionen unterscheiden sich dabei durch die unterschiedliche Kasusmarkierung; auch hier existieren starke dialektale Schwankungen. Die folgende Darstellung beschränkt sich auf den von Wedekind, Musa 2008 beschriebenen Dialekt. Ist die Nominalphrase ein Objekt des Verbs in der Relativphrase, nimmt die Relativphrase in jedem Fall ein Suffix -eː zu sich. Steht die Relativphrase an erster Stelle, erhält sie keinen Artikel, aber eine Kasusendung, die der syntaktischen Funktion innerhalb der Relativphrase entspricht:
|                                                  | Relativphrase | Relativphrase | Relativphrase | Kopf  | Kopf     | Verb |
| Beispiel 1                                       |               |               |               |       |          |      |
| areːyan                                          | éː            | t             | tóː           | kaːm  | rhán     |      |
| ich mag                                          | (Suffix)      | Akkusativ f.  | (Artikel)     | Kamel | ich sah  |      |
| „Ich sah das (weibliche) Kamel, welches ich mag“ |               |               |               |       |          |      |
| Beispiel 2                                       |               |               |               |       |          |      |
| ɖaːbíːni                                         | ∅             | ∅             | ∅             | káːm  | eːyíːni  |      |
| er läuft                                         | (Suffix)      | Nominativ m.  | (Artikel)     | Kamel | er kommt |      |
| „Ein (männliches) Kamel, welches läuft, kommt.“  |               |               |               |       |          |      |

Steht die Relativphrase dagegen nach, erhält sie eine Kasusendung, die mit der syntaktischen Funktion der Nominalphrase im übergeordneten Satz übereinstimmt, und in bestimmten Fällen einen Artikel:
| Kopf                                 | Kopf | Relativphrase | Relativphrase | Relativphrase | Relativphrase | Verb     |
| óː                                   | tak  | u             | sálaːman      | éː            | b             | rhítaː   |
| (Artikel)                            | Mann | (Artikel)     | ich grüßte    | (Suffix)      | Akkusativ m.  | du sahst |
| „Sahst du den Mann, den ich grüßte?“ |      |               |               |               |               |          |

Besonders komplex sind Nominalphrasen, in denen Attribute eigene Attribute zu sich nehmen, wofür hier exemplarisch das Verhalten von Genitiven mit Attributen dargestellt wird. Im Bischari-Dialekt werden nach Almkvist 1881 possessive Pronominalsuffixe, deren Possessum selbst im Genitiv steht, nach Genus, Kasus und Numerus der gesamten Nominalphrase flektiert, während der Kopf selbst unflektiert bleibt:
| Artikel des Posessors       | Possessor | Genitivendung | Genus des Kopfes | Kasus des Kopfes | Pronominalsuffix | „Esel(in)“ |
| úː                          | san       | íː            | t                | uː               | k                | méːk       |
| Nominativ maskulinum Sg.    | „Bruder“  | Genitiv       | feminin          | Nominativ        | „dein“           | „Esel(in)“ |
| „die Eselin deines Bruders“ |           |               |                  |                  |                  |            |

Erhält ein nominaler Genitiv ein Attribut, stehen die Genitivendungen nicht hinter dem Possessor, sondern werden an das Morphem naa- suffigiert:
- tu-ʔóːr tóː-dis náː-tiː t-kʷá wín-tu Nom./Akk. f. Sg.+Mädchen Akk. f. Sg.+klein naa-+Genitiv f. Sg. f.+Schwester groß+Kopula 3. Person Sg. f. „Die Schwester des kleinen Mädchens ist groß.“[20]

#### Personalpronomina
Das Bedscha verfügt aus formaler Sicht über freie und enklitische Personalpronomina, wie dies auch aus anderen afroasiatischen Sprachen bekannt ist. Die freien Pronomina weisen Formen für den Nominativ und den Akkusativ auf; die enklitischen Formen können den Possessor und das Objekt markieren:
|           |           | Frei         | Frei           | Enklitisch        | Enklitisch         |
| --------- | --------- | ------------ | -------------- | ----------------- | ------------------ |
| Nominativ | Akkusativ | Possessor    | Objekt         |                   |                    |
| Singular  | 1.        | áne, áni     | áne(ː)b, anéːb | -a, -∅            | -heːb              |
| Singular  | 2. m.     | barúːk       | baróːk         | -k                | -ho(ː)k            |
| Singular  | 2. f.     | batúːk       | batóːk         | -k(i)             | -ho(ː)k(i)         |
| Singular  | 3. m.     | barúː(h)/-s  | baróː(h)/-s    | -h/-s, -∅         | -(hoː)h, -hoːs, -∅ |
| Singular  | 3. f.     | batúːh/-s    | batóːh/-s      | -h/-s, -∅         | -(hoː)h, -hoːs, -∅ |
| Plural    | 1.        | hénen, henén | henéb, henén   | -n                | -ho(ː)n            |
| Plural    | 2. m.     | baráːk(na)   | baréːk(na)     | -kna              | -ho(ː)kna          |
| Plural    | 2. f.     | batáːk(na)   | batéːk(na)     | -kna              | -ho(ː)kna          |
| Plural    | 3. m.     | baráː(h)     | baréː(h)       | -h(i)na, -sna, -∅ | -(h)oːhna, -hosna  |
| Plural    | 3. f.     | batáː(h)     | batéː(h)       | -h(i)na, -sna, -∅ | -(h)oːhna, -hosna  |

### Verbalmorphologie

#### Konjugation
Die Konjugation finiter Verben erfolgt im Bedscha nach Person, Numerus und Genus des Subjekts und nach Tempus, Modus, Aspekt und der Opposition affirmativ – negativ. Die Konjugation ist je nach Tempus entweder synthetisch oder analytisch. Nach formalen Kriterien lassen sich hierbei zwei große Klassen von Verben unterscheiden. Bei den sogenannten schwachen Verben erfolgt die Konjugation in synthetischen Tempora meist durch Suffixe, bei den starken Verben dagegen durch Präfixe, Suffixe, Infixe und Ablaut der Stammvokale. Das Inventar des Tempus-Modus-Systems umfasst neben einem Imperativ die drei Tempora Präsens, Perfekt und Futur; dazu kommt eine progressive Form für die entfernte Vergangenheit und in mehreren Dialekten ein Jussiv und ein Optativ. Einzelne Dialekte besitzen noch weitere Tempora wie ein zweites Futur oder ein Plusquamperfekt im Bischari-Dialekt. Die folgende Tabelle fasst die verbreiteteren Tempora für starke und schwache Verben in der 1. Person Maskulinum Singular (Ausnahme: Imperativ) zusammen (tam „essen“, ram „folgen“; die Formen sind im Wesentlichen nach Wedekind, Musa 2008 angegeben; der Verbalstamm ist kursiv):
|                      | Stark                | Stark                     | Schwach          | Schwach                 |
| -------------------- | -------------------- | ------------------------- | ---------------- | ----------------------- |
| affirmativ           | negativ              | affirmativ                | negativ          |                         |
| Imperativ            | rám-a „folge!“       | báː-ráːm-a „folge nicht!“ | tám-aː „iss!“    | báː-tám-aː „iss nicht!“ |
| Perfekt              | a-rám                | ram-áːb káːki             | tam-án           | tam-áːb káːki           |
| Präsens              | eː-tríːm             | káː-ram                   | tam-áni          | á-tam-án                |
| Futur                | íː-tram, íː-ram ándi | íː-tram káːdi             | tám-i ándi       | tám-i káːdi             |
| Progressives Perfekt | íː-trám              | na-ráːm káːki             | tám-í            | tam-áːb káːki           |
| Jussiv               | ram-átay, rám-at     |                           | tam-átay, tám-at |                         |
| Optativ              | báː-iː-ram           | baː-ríːm-a                | báː-tam-i        | báː-tam-ay(u)           |

Die Personalkonjugation erfolgt, wie oben bereits erwähnt, durch Affixe am Verbalstamm oder an ein Hilfsverb:
|          |       | Perfekt (schwach: tam „essen“) | Perfekt (stark: ram „folgen“) | Futur (tam „essen“) |
| Singular | 1.    | tam-án                         | a-rám                         | támi ándi           |
| Singular | 2. m. | tam-táː                        | ti-rám-a                      | támi téndia         |
| Singular | 2. f. | tam-táːyi                      | ti-rám-i                      | támi téndi          |
| Singular | 3. m. | tam-íya                        | i-rám                         | támi éndi           |
| Singular | 3. f. | tam-tá                         | ti-rám                        | támi téndi          |
| Plural   | 1.    | tám-na                         | ní-ram                        | támi níyed          |
| Plural   | 2.    | tám-taːna                      | tí-ram-na                     | támi tiyádna        |
| Plural   | 3.    | tám-íyaːn                      | í-ram-na                      | támi iyádna         |

#### Deverbale Verben und Nomina
Durch das Suffix -aː lassen sich aktive Partizipien der Vorzeitigkeit oder Gleichzeitigkeit bilden: tám-aː „essend“, ram-áː „folgend“. Einige Dialekte haben auch noch weitere Partizipien. Infinitive werden von schwachen Verben vor allem mit dem Suffix -ti gebildet: tám-ti „das Essen“. Bei starken Verben finden sich verschiedene Bildungsmöglichkeiten, darunter ein Präfix m- und verschiedene Ablautmuster: rám „folgen“ – ma-ráːm „das Folgen“, kétim „ankommen“ – kitúːm „das Ankommen“.
Durch eine Reihe von Suffixen werden von schwachen Verben deverbale, ebenfalls schwach konjugierte Verben gebildet:
- transitiv (Kausativ) mit s: tam „essen“ > tam-s „füttern“
- intransitiv mit m:
  - Reflexiv: allam „lehren“ > allam-aːm „erfahren“
  - Passiv: tam „essen“ > tam-am „gegessen werden“

Bei starken Verben werden die Derivationsaffixe dagegen präfigiert, zusätzlich tritt vokalischer Ablaut auf. Die Derivate starker Verben sind ebenfalls stark und bilden ihre Tempus- und Modusstämme durch Ablaut. Beispiele: (angegeben wird der Imperativstamm):
- Passiv mit t: fedig „verlassen“ > ét-fadaːg „verlassen werden“
- Kausativ mit s: mehag „auskehren“ > sé-mhag „auskehren lassen“
- Reziprok mit m: dir „töten“ > amó-daːrna „einander töten“

In einigen Dialekten können auch durch Ablaut Verben abgeleitet werden:
- Intensive mit -aː- im Imperativ: birir „verbreiten“ > baːrir

Verschiedene Derivationsaffixe können auch miteinander kombiniert werden, so entstehen reziproke Verben mit -s-am- und kausative Passive mit am-s. Intensive oder frequentative Formen können durch Reduplikation gebildet werden:
- tam „essen“ > tamtam „schnell essen“

### Satzstellung
Im Bedscha steht der Kopf einer Phrase überwiegend am Ende; entsprechend gibt Postpositionen statt Präpositionen; die Satzstellung ist im Allgemeinen Subjekt-Objekt-Verb (SOV):
- ták méːk réhya Mann – Esel – er sah „ein Mann sah einen Esel“[29]

Pronominale Subjekte müssen nicht durch ein Subjektspronomen markiert werden, das Bedscha ist daher eine Pro-Drop-Sprache:
- hátaːy rhán Pferd – ich sah „ich sah ein Pferd“[30]

Das direkte pronominale Objekt wird in der Regel durch entsprechende enklitische Personalpronomina ausgedrückt, die an das Verb suffigiert werden:
- hé-heb „gib mir“
- uu-yáːs támi-hon „der Hund hat uns gebissen“
- áne irhán-hokna „ich sah euch“

Interrogativa bleiden im Bedscha in situ:
- barúuk teen ájda téna du – dies – wem – sagtest „wem hast du dies gesagt?“[32]

### Kopulasuffixe
Kopulative Funktion haben Suffixe, die an die Prädikatsnominalsphrase und an prädikative Adjektive suffigiert werden und mit dem Subjekt in Person, Numerus und Genus kongruieren:
|          |    | maskulin | feminin |
| Singular | 1. | (b)u, i  | tu      |
| Singular | 2. | (bu)wa   | twi     |
| Singular | 3. | (b)u, u  | tu      |
| Plural   | 1. | (b)a     | ta      |
| Plural   | 2. | (b)aːna  | taːna   |
| Plural   | 3. | (b)a     | ta      |

Die Prädikatsnominalphrase steht dabei im Akkusativ. Beispiele:
- mit Nominalphrase[34]
  - áne sán-∅-u ich Bruder+Akkusativ maskulin+Kopula „ich bin ein Bruder“
  - áne san-∅-óː-k-u ich Bruder+Akkusativ maskulin+Akkusativ+dein+Kopula „ich bin dein Bruder“
  - áne kʷaː-t-óː-k-tu ich Schwester+Akkusativ feminin+Akkusativ+dein+Kopula „ich bin deine Schwester“
- mit Adjektiv[35]
  - baruuk adaroo-wwa du rot+Kopula „du bist rot (maskulin)“
  - batuuk adarootuwi du rot+Kopula „du bist rot (feminin)“